# Charles Casali
Charles Casali (1923. április 27. – 2014. január 8.) válogatott svájci labdarúgó, fedezet, edző.

## Pályafutása

### Klubcsapatban
1950 és 1955 között a Young Boys játékosa volt, ahol 1953-ban svájci kupát nyert a csapattal. 1955 és 1957 között a  Servette együttesében játszott. Ezt követően szerepelt még az US Biel-Bözingen és a Neuchâtel Xamax csapataiban is.

### A válogatottban
1950 és 1956 között 19 alkalommal szerepelt a svájci válogatottban és egy gólt szerzett. Részt vett az 1954-es világbajnokságon.

### Edzőként
Edzőként dolgozott az FC Berne, az US Biel-Bözingen és a Neuchâtel Xamax csapatainál.

## Sikerei, díjai
BSC Young Boys
- Svájci kupa
  - győztes: 1953